# 埃塞爾伯特嶺
埃塞爾伯特嶺（英語：Ethelbert Ridge），是南極洲的山嶺，位於帕爾默地，以肯特王國的國王埃塞爾伯特命名，該山嶺原本由英國測量隊的地質學家命名，現時由南極條約體系管理。